# Brigades Izz al-Din al-Qassam
Les Brigades Izz al-Din al-Qassam (en arabe : كتائب الشهيد عز الدين القسام) sont la branche armée du Hamas. Elles portent le nom d'Izz al-Din al-Qassam, l'une des figures de proue de l'opposition à la colonisation britannique et au projet sioniste en Palestine durant la première partie du XXe siècle. L'organisation est fondée en 1991
Au départ, les Brigades étaient organisées clandestinement et étaient composées de cellules compartimentées effectuant des attaques dans les territoires palestiniens occupés et en Israël. Depuis 2007 et l'arrivée du Hamas au gouvernement de Gaza, les Brigades se sont muées en une force militaire plus traditionnelle. Leurs efforts se concentrent principalement à Gaza et dans une moindre mesure en Cisjordanie. Elles comprennent entre 20 000 et 25 000 combattants.
Elles ont été engagées dans la seconde Intifada et les guerres de Gaza de 2008-2009, 2012, 2014 et depuis 2023.

## Structure militaire
Dans l'éventualité d'une vaste offensive de l'armée israélienne dans la bande de Gaza, Youval Diskin, chef du Shin Beth, affirme qu'« ils ont créé des ateliers de productions d'armes en utilisant les 70 tonnes d'explosifs passés en contrebande depuis l'Égypte ». Toujours d'après le Shin Beth : « Ils creusent des tranchées, construisent des fortifications et des tunnels. Ils ont disséminé des mines ».
Le Hamas dispose d'une chaîne de commandement, de régiments et brigades entraînés. Il met au point des programmes d'entraînement avec des activistes de retour de longues périodes de formation en Iran et dans d'autres pays.
Salah Shehadeh, l'un des plus hauts responsables des brigades Izz al-Din al-Qassam après l'assassinat de Yahia Ayache en 1996, avait déclaré : « Les brigades sont une petite armée. Elles ont toutes les divisions et structures d’une armée (…) Nous avons des scientifiques spécialisés dans le développement d'armes »[réf. nécessaire]. C’est d'ailleurs Salah Shehadeh qui aurait mis au point les roquettes Qassam[réf. nécessaire], bien que d'autres sources affirment que ce serait plutôt Adnan al-Ghoul, éliminé dans sa voiture avec Imad Abbas (en) en octobre 2004 par un tir d'hélicoptère. Shehadeh a été tué le 22 juillet 2002 dans le cadre de la politiques des assassinats ciblés d'Israël. Cela a conduit à plusieurs plaintes déposées contre des militaires israéliens pour crimes de guerre, la Cour suprême israélienne ayant été saisie tandis qu'une plainte a été déposée, en 2009, en Espagne, en vertu de la loi de juridiction universelle.
Certains réservistes israéliens de retour d'incursions dans la bande de Gaza les décrivent comme une vraie « armée ». Un réserviste affirme que « selon tous les paramètres, c’était une armée qui était en face de nous et pas des gangs ». Ils avaient été impressionnés par les équipements de vision nocturne de leurs ennemis, par l'espace tactique qu'ils maintenaient entre eux et même par les bandes élastiques resserrant le bas du pantalon sur leurs chaussures.
Un article de Gideon Levy publié dans le quotidien Haaretz rapporte les témoignages de soldats de retour de la bande de Gaza : « D'après leurs descriptions, il y aurait à Gaza une armée de défense de la Palestine. À la place d’une multitude de gangs armés, se constitue là-bas une armée organisée, prête à défendre sa terre ».

## Organisation
Les brigades Izz al-Din al-Qassam sont organisées en structures militaires formelles avec des hiérarchies de commandement établies. Elles s'organisent de l'escouade aux brigades, à l'instar des armées conventionnelles. Les stratégies centrées sur les assassinats ciblés pour éliminer les principaux dirigeants du Hamas s'avèrent inefficaces, car l'organisation est capable de promouvoir des membres de rang inférieur pour remplacer ceux assassinés.
Les forces sont principalement réparties en cinq brigades, réparties géographiquement. Chaque brigade est divisée en plusieurs bataillons, avec un total de 30 bataillons. Chaque bataillon est associé à une localité majeure. Ils peuvent être déplacés et changer de zone de responsabilité pendant les conflits.
Liste des brigades et bataillons actuels identifiés par l'Institut pour l'étude de la guerre (décembre 2023) :
- Brigade Nord – Gouvernorat du Nord de Gaza
  - Bataillon Beit Lahia
  - Bataillon Beit Hanoun
  - Bataillon al Khalifa al Rashidun
  - Bataillon du martyr Suhail Ziadeh
  - Bataillon Jabalia al Balad (Abdul Raouf Nabhan)
  - Bataillon Imad Aql (Ouest)
  - Bataillon d'élite
- Brigade de Gaza — Gouvernorat de Gaza
  - Bataillon Sabra-Tal al Islam
  - Bataillon Daraj wal Tuffah
  - Bataillon Radwan (al Furkan)
  - Bataillon Shuja'iyya
  - Bataillon Zaytoun
  - Bataillon Shati
  - Probable bataillon d'élite (selon les rapports des médias arabes, non confirmés par le Hamas ou Tsahal)
- Brigade centrale — Gouvernorat central
  - Bataillon Deir al Balah
  - Bataillon Al Bureij
  - Bataillon Al Maghazi
  - Bataillon Nusairat
  - Bataillon d'élite (probable)
- Brigade Khan Younès — Gouvernorat de Khan Younès
  - Bataillon du camp (Khan Younès Ouest)
  - Bataillon Nord (Khan Younès)
  - Bataillon Sud (Khan Younès)
  - Bataillon Est (Khan Younès)
  - Bataillon Qarara
  - Bataillon d'élite
- Brigade de Rafah — Gouvernorat de Rafah
  - Bataillon Est
  - Bataillon Khalid bin al Walid (Camp Yabna)
  - Bataillon Shaboura
  - Possible quatrième bataillon, nom inconnu.
  - Bataillon d'élite

## Dates diverses
Le 13 juin 2003, les brigades Izz al-Din al-Qassam ont appelé les ressortissants étrangers à quitter la Palestine car le pays ne pouvait assurer leur sécurité. Ces étrangers pouvaient donc, s'ils restaient, en subir les conséquences. Selon les brigades, l'attaque-suicide de Jérusalem n'était que la première d'une série, et ses combattants étaient appelés à préparer des opérations partout en Palestine. Pour les leaders du Hamas, tel Oussama Hamdan (en) au Liban, Ariel Sharon était « devenu la cible no 1 de l'organisation ».
Le 14 novembre 2012, Ahmed Jaabari, chef de la branche combattante du Hamas, est tué dans son véhicule par une frappe aérienne ciblée de l'armée israélienne dans la Bande de Gaza.

## Désignation comme terroriste
Elle est considérée comme une organisation terroriste par les États-Unis, l'Union européenne, l'Australie, Israël, l'Égypte, le Japon, la Nouvelle-Zélande et le Royaume-Uni.

## Membres notables
- Yahya Sinwar †
- Yahia Ayache †
- Adnan al-Ghoul †
- Salah Shehadeh †
- Ahmed Jaabari †
- Mohammed Deïf †
- Saleh al-Arouri †
- Marwan Issa (en) †
- Abou Obeida
- Mohammed Sinwar †
- Izz al-Din al-Haddad